# Nadoš
Nadoš ili Nadaš (mađ. Mecseknádasd, nje. Bischofnadasch, Nadasch) je naselje (község) u južnoj Mađarskoj.
Zauzima površinu od 36,08 km četvornih.

## Zemljopisni položaj
Nalazi se na 46°13' sjeverne zemljopisne širine i 18°28' istočne zemljopisne dužine, sjeveroistočno od Pečuha i jugozapadno od Seksara, na istočnim obroncima gorja Mečeka. Óbanya je 4 km zapadno, Faluv je 3 km istočno, a Idoš je 2 km sjeverno. Nadoš se nalazi na istočnom rubu zaštićenog krajobraza Kelet-Meček, dijela nacionalnog parka Dunav-Drava (Duna-Dráva Nemzeti Park).

## Upravna organizacija
Upravno pripada Pečvarskoj mikroregiji u Baranjskoj županiji. Poštanski broj je 7695.

## Povijest
Nakon odlaska Turaka, u ove krajeve su 1718. doseljeni Nijemci iz Porajnja, Hessena, Elzasa, Lotaringije i Štajerske.
U Nadošu je bilo biskupovo boravište.

## Stanovništvo
Nadoš (Nadaš) ima 1600 stanovnika (2001.). 

## Vanjske poveznice
- (mađ.) Mecseknádasd Önkormányzatának honlapja  Arhivirana inačica izvorne stranice od 7. listopada 2008. (Wayback Machine)
- (mađ.) Légifotók Mecseknádasdról
- (mađ.) Mecseknádasd a Vendégvárón  Arhivirana inačica izvorne stranice od 29. lipnja 2006. (Wayback Machine)
- Nadoš na fallingrain.com